# Pandemia de gripe A (H1N1) de 2009-2010 en El Salvador
La pandemia de gripe A (H1N1), que se inició en 2009, entró en El Salvador el 4 de mayo del mismo año. Este fue el 6.º país en reportar casos de gripe A en el continente americano. Las primeras personas infectadas por esta pandemia fueron dos jóvenes que habían regresado de México.

## Casos confirmados
El Salvador reportó el día 4 de mayo los dos primeros casos del virus A H1N1, que, según la Salud Pública de ese país, provenía de México.
"Se nos ha confirmado que tenemos dos personas que padecen el virus H1N1", dijo el ministro de Salud de El Salvador. Ese mismo día, el país contaba con cuatro casos sospechosos, de los cuales se había mandado muestras para que se analizaran en Estados Unidos.
El 21 de mayo, el número de personas contagiadas en El Salvador habían subido a 7, y otras siete se encontraban bajo vigilancia, informaron las autoridades sanitarias.
El 29 de mayo, el análisis de muestras tomadas a pacientes bajo vigilancia por sospecha de padecer gripe A H1N1, realizado en el Laboratorio Central Max Bloch del Ministerio de Salud, confirmó 16 nuevos casos de este virus en territorio salvadoreño. Al sumar esos nuevos con los 11 confirmados previamente, la cifra llegó a 27, convirtiéndose en el tercer país de Centroamérica, más afectado seguido de Panamá, y Costa Rica.
El 9 de junio, las autoridades sanitarias salvadoreñas, contabilizaron otros 20 casos, incrementado a 69 en el país.
El 12 de junio, los casos de gripe en El Salvador, subieron a 95, de los cuales al menos 12 contagiados eran de escuelas bilingües.
El 14 de junio, los casos positivos del virus AH1N1 en El Salvador subieron 114, informó el Ministerio de Salud, en la cual mantenía como "probables" de haber contraído la enfermedad a otros tres pacientes.
El 16 de junio, las autoridades de salud informaron la confirmación del primer caso de gripe en la zona occidental del país, precisamente en el departamento de Santa Ana.
El 17 de junio, las autoridades sanitarias informaron de otros 23 casos, de los 137 casos contabilizados anteriormente por las autoridades, por lo que el número de infectados ascendió a 160, y otras 373 se encontraban bajo investigación.
El 23 de junio, las autoridades sanitarias de El Salvador reportaron hoy 23 nuevos caso de gripe A, que elevan el número total de enfermos a 191, sin reportar muerto hasta el momento.
El Ministerio de Salud dijo en su último informe sobre la situación de la gripe que un total de 191 personas han dado positivo al virus AH1N1, cifra que desde el sábado se mantenía en 168. También se analizan otros 51 casos sospechosos y se mantiene en vigilancia sanitaria a 532 personas que han tenido contacto directo con los infectados por el virus de la influenza A H1N1.
El 26 de junio, fueron cerradas todas los centros educativos públicos y privados, de los Departamentos de La Libertad y San Salvador, cierre que duró 12 días.
Al 24 de julio, el ministerio de Salud ha decretado cierre a nivel nacional de todas las entidades educativas públicas y privadas, incluyendo Universidades. Este cierre será a partir del 27 de julio y reiniciarán clases el 10 de agosto.
Hasta el 27 de abril de 2010 (fecha de la última actualización), El Salvador confirmó 834 casos y 33 muertes por la gripe A (H1N1).

## Muertes
El 3 de julio, el ministerio de Salud de El Salvador reportó el segundo caso de muerte por la gripe (después de 24 horas de haber reportado la muerte de un menor de 9 años, ocurrido en Ciudad Delgado), pero después fue descartado.  Hasta este día se han reportado 277 casos confirmados, 86 casos sospechosos y 5 probables.
El 10 de julio, la ministra de Salud de El Salvador, María Isabel Rodríguez, informó que con la muerte de dos bebés en el departamento de La Libertad, se elevaron a tres las víctimas de gripe A (H1N1) en el país.

### Otros
- Gripe A (H1N1), en la Organización Mundial de la Salud
- Fases pandémicas de la OMS
- Influenza Research Database Database of influenza sequences and related information.
- Centers for Disease Control and Prevention (CDC): Swine Influenza (Flu) (inglés)
- Medical Encyclopedia Medline Plus: Swine Flu (inglés)
- Medical Encyclopedia WebMD: Swine Flu Center (inglés)
- Organización Mundial de la Salud (OMS): Gripe porcina (español)
- Centros para el Control y la Prevención de Enfermedades: Influenza A (H1N1) (gripe A H1N1) (español)
- Enciclopedia Médica Medline Plus: Gripe porcina (español)

- Datos: Q6059538